# Kót Dídží

Mapa s vybranými centry harappské kultury

Kót Dídží (urdsky کوٹ ڈیجی) bylo jedno ze sídlišť harappské kultury. Nachází se v Sindhu v dnešním Pákistánu na východ od Indu. Podle archeologických vykopávek bylo Kót Dídžé osídleno ještě v předharappské době; podobně jako u ostatních větších města Harappanů, ani zde nechybí opevněná citadela na uměle vytvořeném návrší.